# Christian de Chalonge
Christian de Chalonge (* 21. Januar 1937 in Douai, Département Nord) ist ein französischer Filmregisseur und Drehbuchautor. Sein Film Das Geld der anderen wurde 1979 für fünf Césars nominiert und in den Kategorien Bester Film und Beste Regie ausgezeichnet.

## Leben
Nach seiner Ausbildung am Institut des hautes études cinématographiques (IDHEC) war de Chalonge zunächst als Assistent für Regisseure wie Henri-Georges Clouzot, Alain Jessua, Georges Franju und Tony Richardson tätig.
1967 inszenierte er seinen ersten eigenen Spielfilm Der Sprung, für den er auch das Drehbuch verfasst hatte. Bei seinem zweiten Film Eine tierische Verbindung konnte er 1971 bereits mit Schauspielern wie Anna Karina, Jean-Pierre Darras und Zilla Chelton zusammenarbeiten.
Sein Drama Das Geld der anderen mit Jean-Louis Trintignant und Catherine Deneuve in den Hauptrollen wurde 1979 für fünf Césars nominiert und unter anderem als Bester Film ausgezeichnet.
1981 entstand der Endzeitfilm Malevil nach der gleichnamigen literarischen Vorlage von Robert Merle. Im folgenden Jahr entstand Entscheidung am Kap Horn, der auf der wahren Lebensgeschichte des Donald Crowhurst beruhte. 1990 verfilmte er mit Michel Serrault die Geschichte des französischen Serienmörders Dr. Petiot.
Mit Der schöne Sommer (1996) und Le comédien (1997) entstanden seine letzten Spielfilme. Danach wandte sich  de Chalonge verstärkt dem Fernsehen zu und inszenierte unter anderem mehrere Folgen der Fernsehserie um den Detektiv Maigret.

## Filmografie (Auswahl)
- 1967: Der Sprung (O Salto)
- 1971: Eine tierische Verbindung (L’alliance)
- 1974: Histoires insolites (Fernsehserie, eine Episode)
- 1978: Das Geld der anderen (L’argent des autres)
- 1981: Malevil
- 1982: Entscheidung am Kap Horn (Les quarantièmes rugissants)
- 1989–1990: Les dossiers secrets de l’inspecteur Lavardin (Fernsehserie, zwei Episoden)
- 1990: Dr. Petiot (Docteur Petiot)
- 1991: Le voleur d’enfants
- 1996: Les enfants de l’automne
- 1996: Der schöne Sommer (Le bel été 1914)
- 1997: Le comédien
- 1999–2002: Maigret (Fernsehserie, vier Episoden)
- 2007: L’avare (Fernsehfilm)
- 2008: Le malade imaginaire (Fernsehfilm)
- 2009: Le bourgeois gentilhomme (Fernsehfilm)

## Auszeichnungen (Auswahl)
- 1967: Internationale Filmfestspiele von Venedig – OCIC Award für Der Sprung
- 1968: Jean-Vigo-Preis für Der Sprung
- 1978: Louis-Delluc-Preis für Das Geld der anderen
- 1979: César in der Kategorie Bester Film für Das Geld der anderen
- 1979: César in der Kategorie Beste Regie für Das Geld der anderen
- 1982: Fantafestival – Auszeichnung in der Kategorie Bester Film für Malevil
- 1996: Tokyo International Film Festival – Nominierung für den Tokyo Grand Prix für Der schöne Sommer